# Pselaphanus trogoides
Pselaphanus trogoides är en stekelart som beskrevs av Szepligeti 1902. Pselaphanus trogoides ingår i släktet Pselaphanus och familjen bracksteklar. Inga underarter finns listade i Catalogue of Life.